# Municipio XIII
Municipio XIII is een zelfstandig stadsdeel van Rome en telt ongeveer 195.000 inwoners. Het stadsdeel is verdeeld in 10 urbane gebieden: Malafede, Acilia Nord, Acilia Sud, Casal Palocco, Ostia Antica, Ostia Levante, Ostia Ponente, Castel Fusano, Infernetto en Castel Porziano.